# 乔治·古尔丁
乔治·古尔丁（英語：George Goulding，1884年11月19日—1966年1月31日），加拿大男子田径运动员。他曾代表加拿大参加1908年和1912年夏季奥林匹克运动会田径比赛，其中1912年奥运会获得男子10公里竞走金牌。